# Hammon (Oklahoma)
Hammon è un comune degli Stati Uniti d'America, situato nello Stato dell'Oklahoma, diviso tra la contea di Roger Mills e la contea di Custer.